# Felsgräber auf Malta

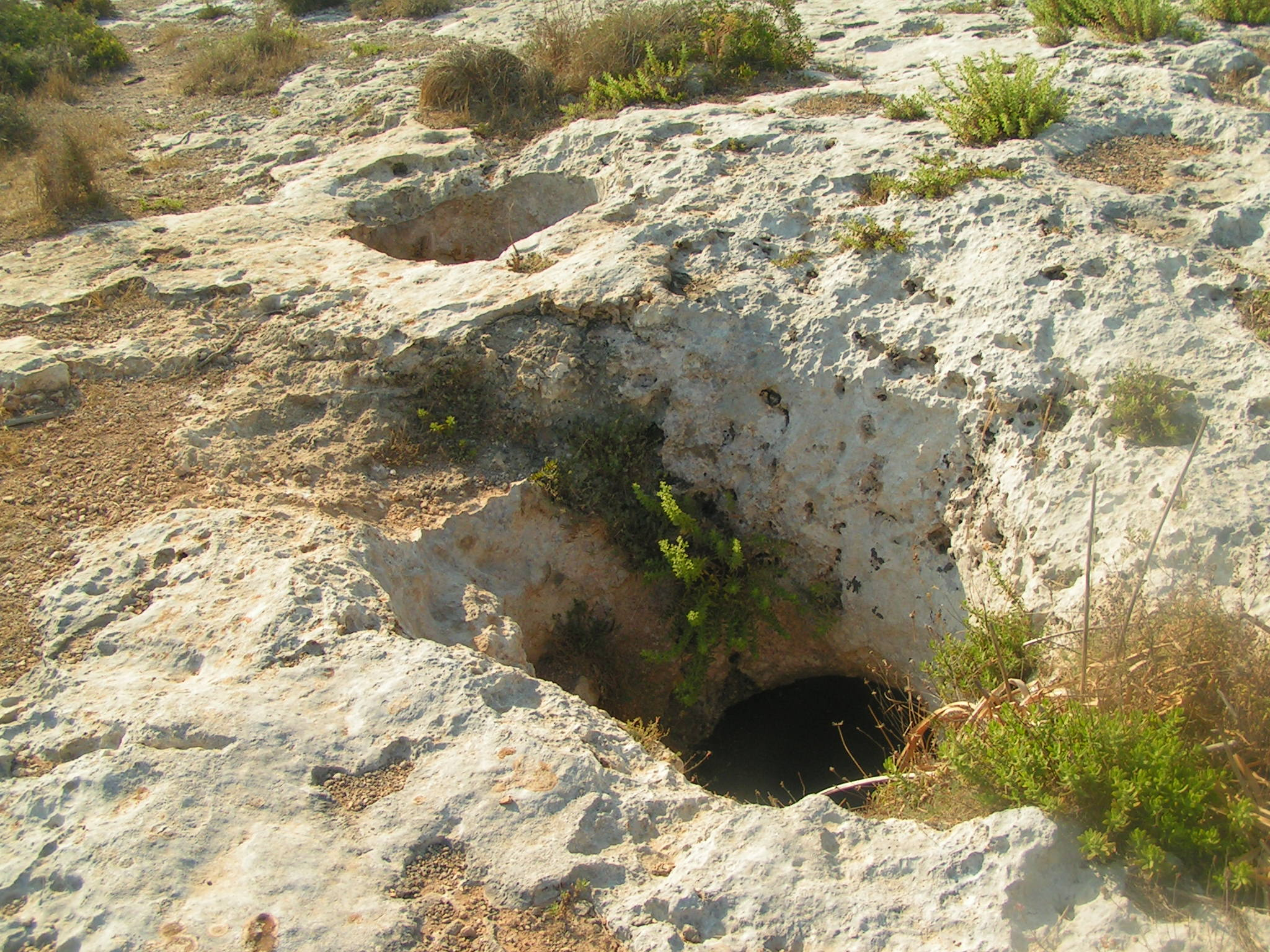
Xemxija

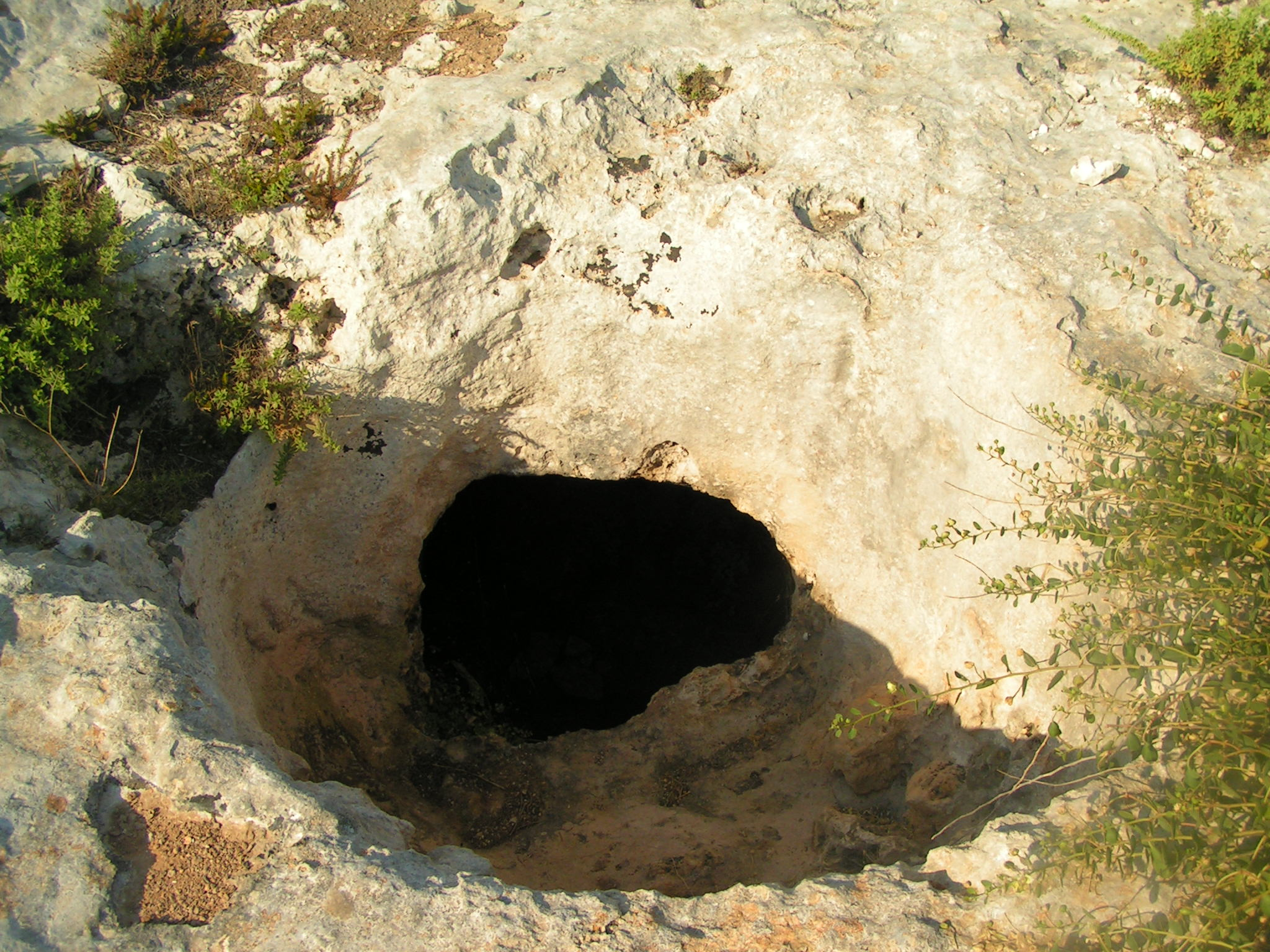
Xemxija

Die Felsgräber auf Malta liegen auf der Hauptinsel und auf Gozo. Die meisten liegen bei Mistra auf Malta. Die Anlagen sind zeitliche und formale Vorläufer der maltesischen Tempel und stammen aus der Mġarr- und der Ġgantija-Phase.
Die sechs Gräber von Xemxija sind der älteste Komplex dieser Art. Sie sind architektonisch gestaltet, mit kurviertem Grundriss, Pilastern und angedeuteten Apsiden. Heute sind die Höhlen über senkrechte im Boden ausgeschnittene Löcher zu erreichen. Die Felsgräber von Xemxija wurden im Jahre 1950 von John  Davis Evans ausgegraben und erbrachten als einer der wenigen unzerstörten Komplexe Funde, die mehrheitlich aus der Ggantija Phase stammte. Tierknochen zeigen, welche Tierarten im Neolithikum auf den Inseln existierten. Es wurden aber auch Scherben aus der viel späteren Tarxien-Phase geborgen. Einige Bestattungen aus der anschließenden Bronzezeit (ab etwa 2000 v. Chr.) wurden gemeinsam mit Axtamuletten gefunden.

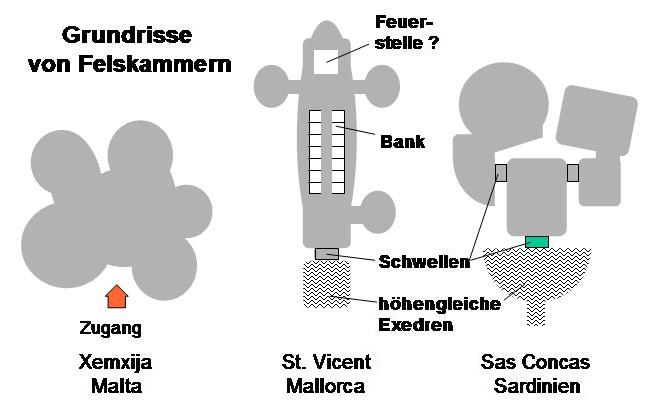
Xemxija (links)

## Phasen der maltesischen Kultur
- Żebbuġ-Phase 4. Jahrtausend
- 1. Phase der Tempelkultur Mġarr-Phase
- 2. Phase der Tempelkultur Ġgantija-Phase
- 3. Phase der Tempelkultur Tarxien-Phase (etwa 2500 v. Chr.)
- Tarxien-Cemetery-Phase - Felsgräber von Bur Mghez

## Standorte
Maltesische Felsgräber sind nicht nur in den weichen Globigerinen-Kalkstein gearbeitet worden z. B. in:
- Buqana (1 zerstört), Busbisija (1 zerstört), Kerċem (2009 entdeckt), Ta' Vnezja (1 zerstört), Żebbuġ (5 zerstört),
- auch im harten Korallenkalk gibt es Felskammern:
- Brochtorff Circle, Nadur (1), Wied tax-Xlendi (1), Xagħra (1) und Xemxija (6), darunter die Ghar Il-Midfna (Ghar = Höhle).

Weitere Felsgräber der Tempelkultur sind teilweise oder ganz in Anlagen aufgegangen, die von der Bronzezeit bis zum frühen Christentum angelegt wurden. Vor allem die römischen und frühchristlichen Katakomben (Rabat) haben Grabanlagen der Tempelkultur bis zur Unkenntlichkeit verändert.